# Llista d'ocells de les Illes Balears

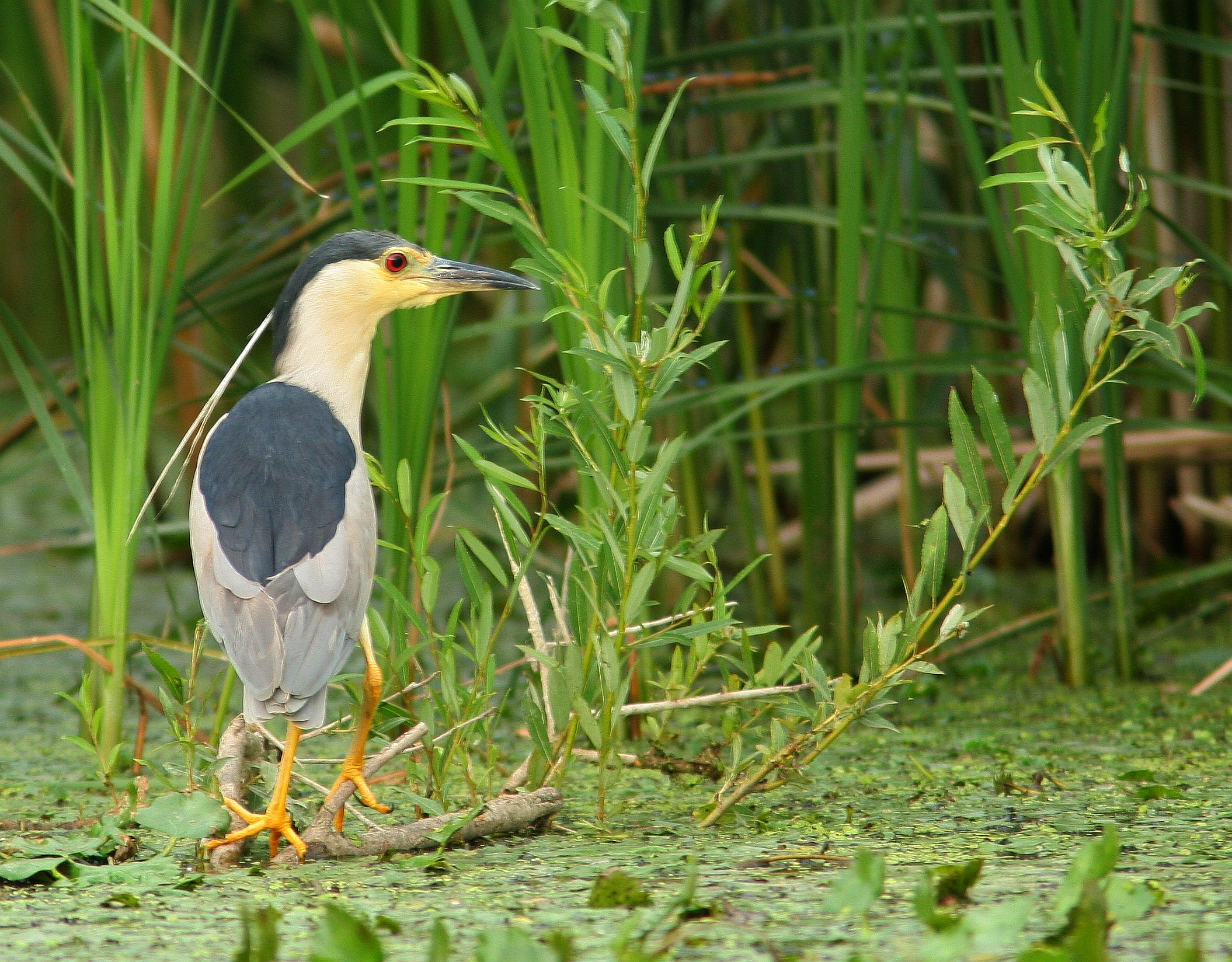
Orval

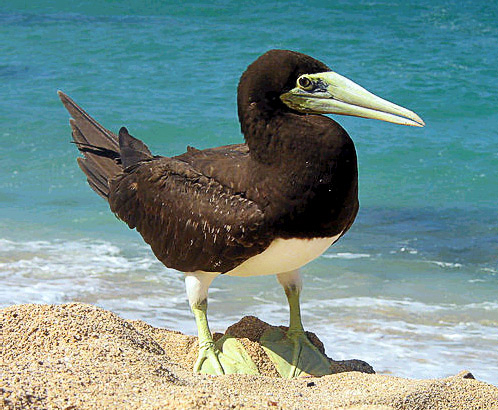
Mascarell

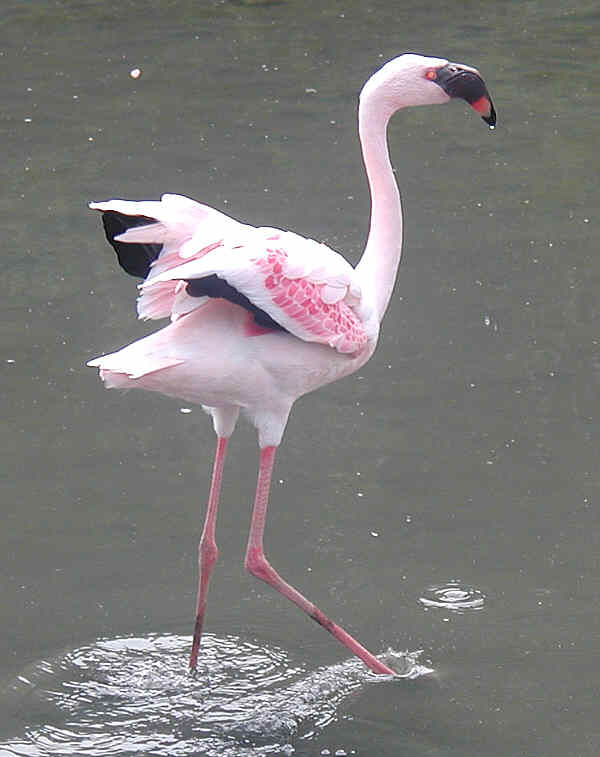
Flamenc menut

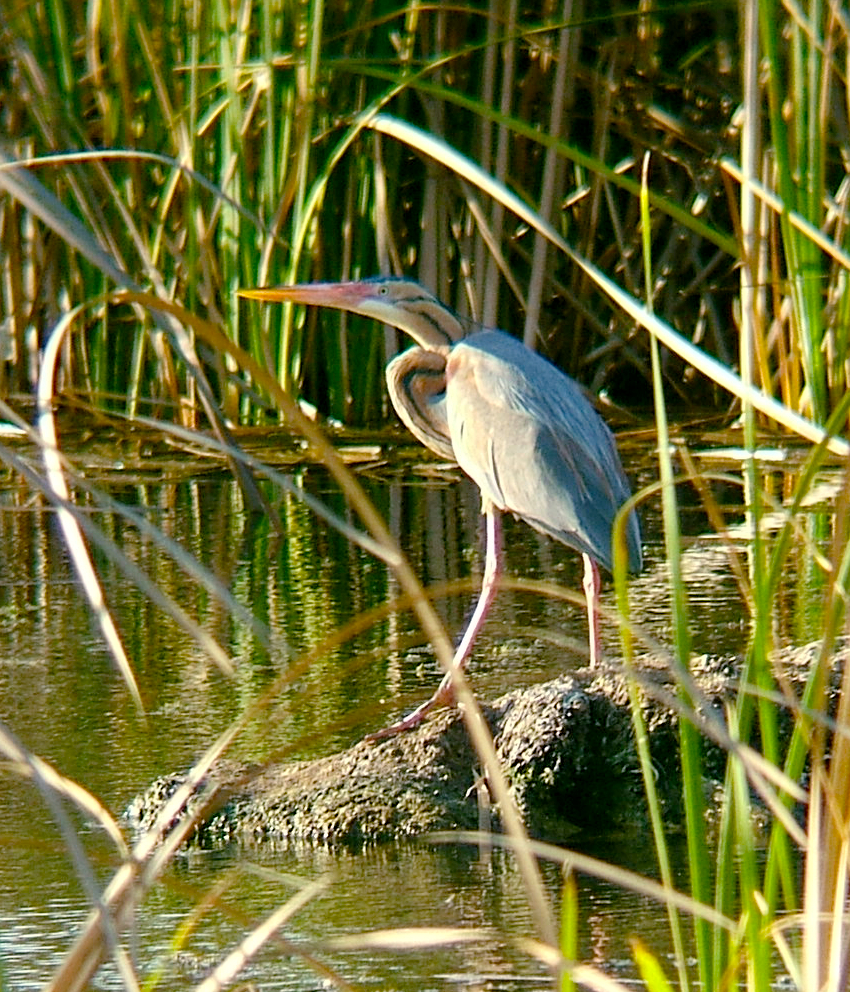
Agró roig

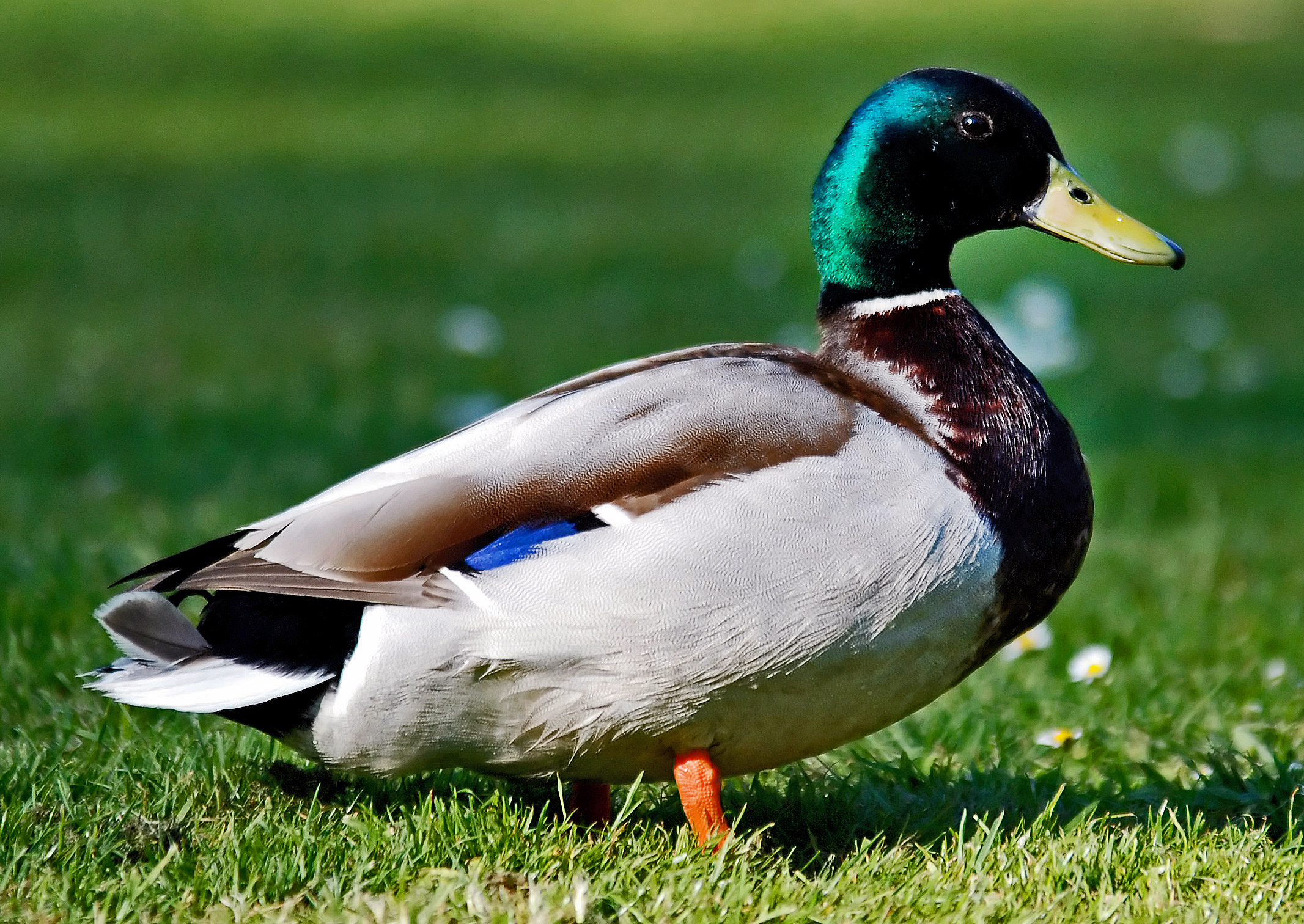
Collverd

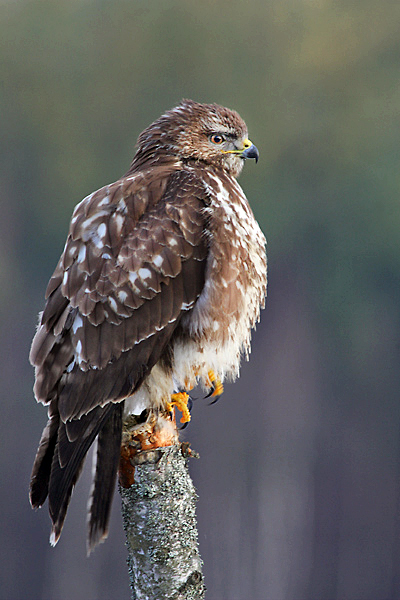
Aligot

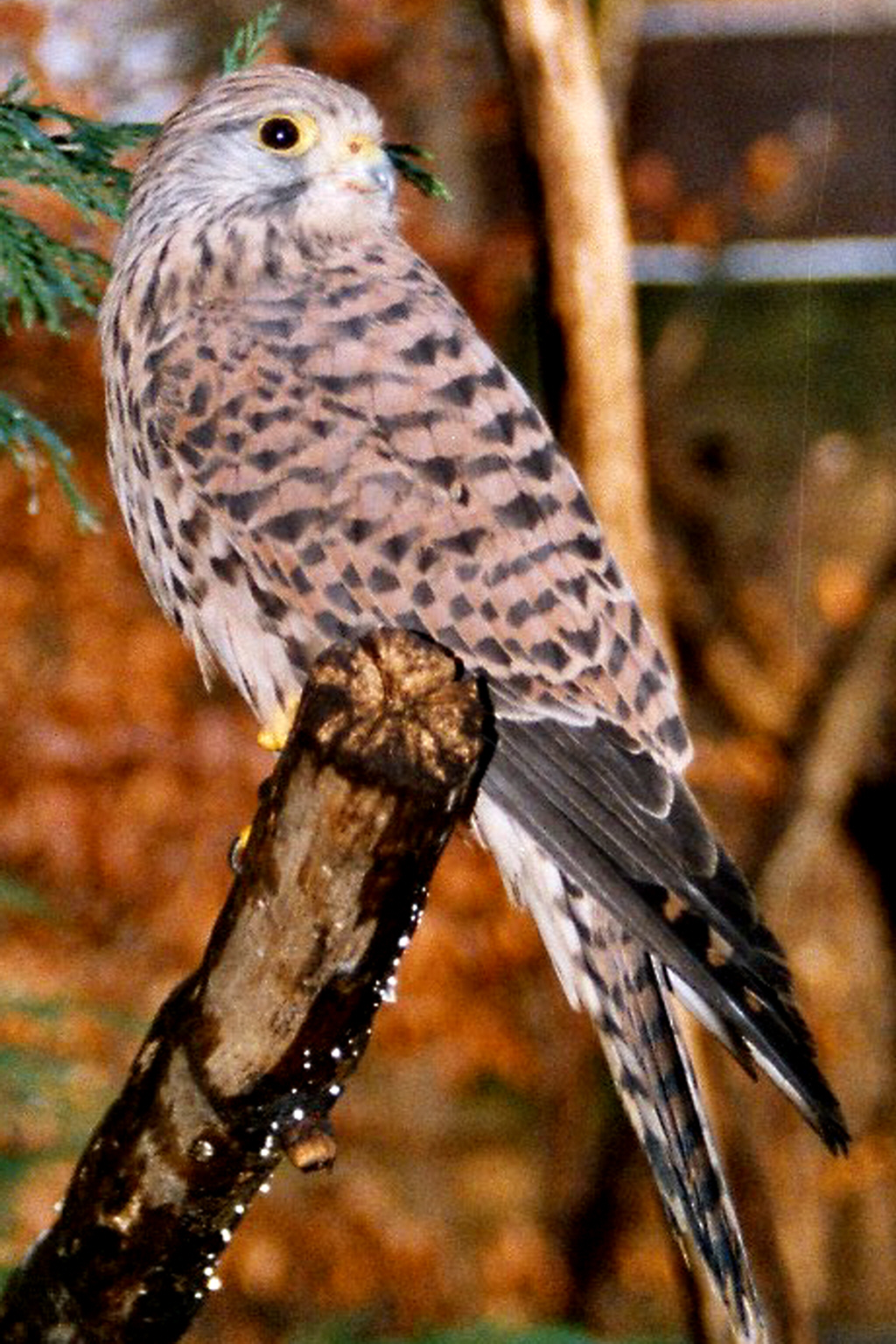
Xoriguer

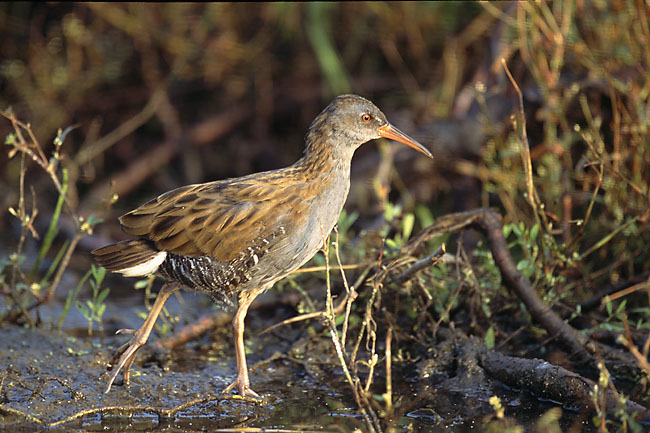
Rascló

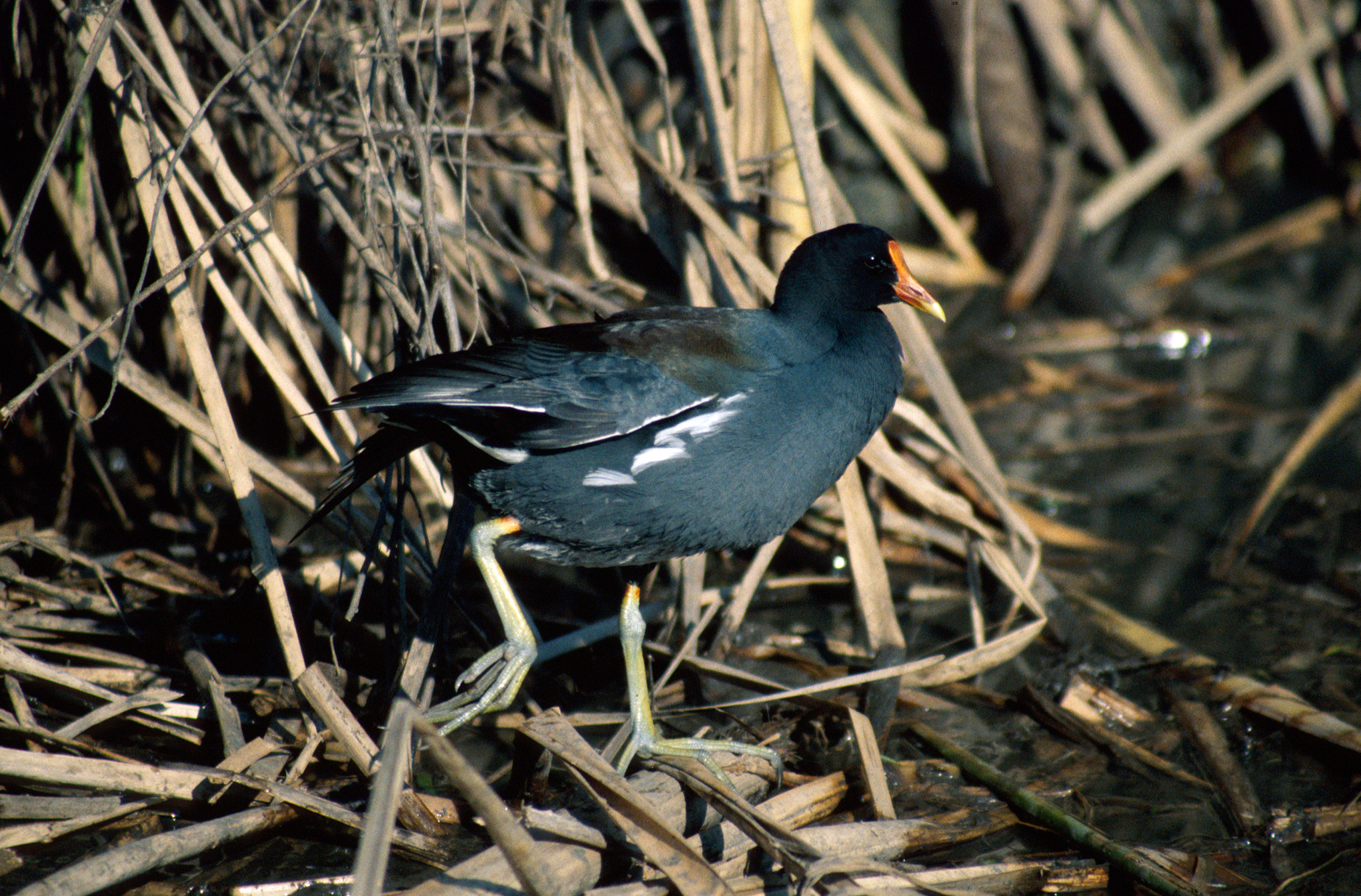
Polla d'aigua

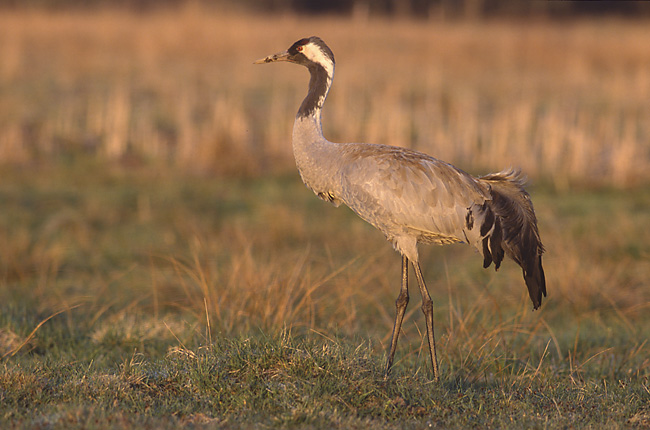
Grua

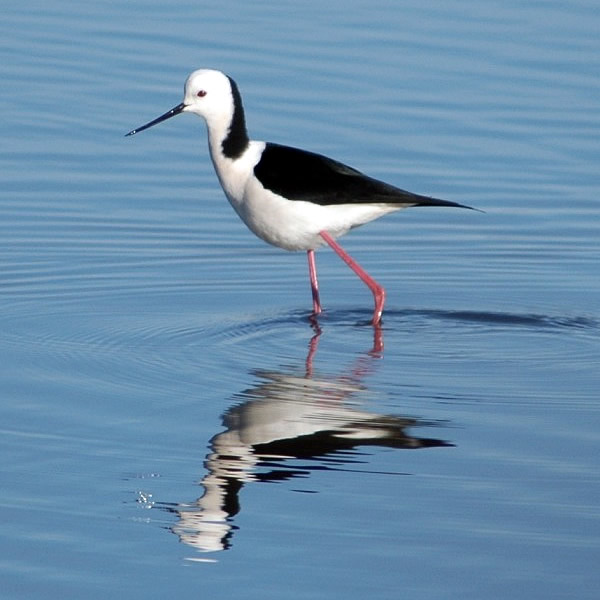
Avisador

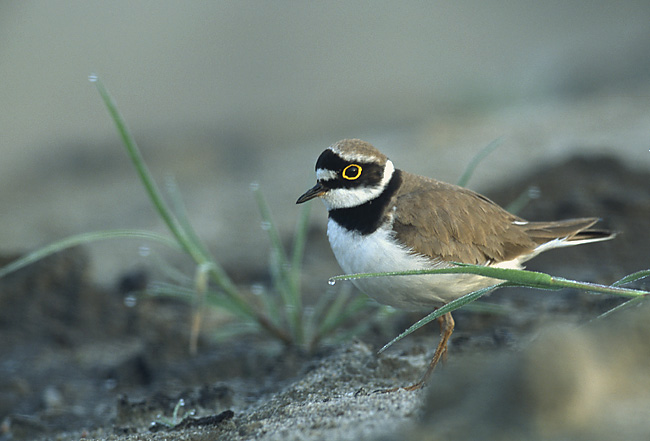
Picaplatges petit

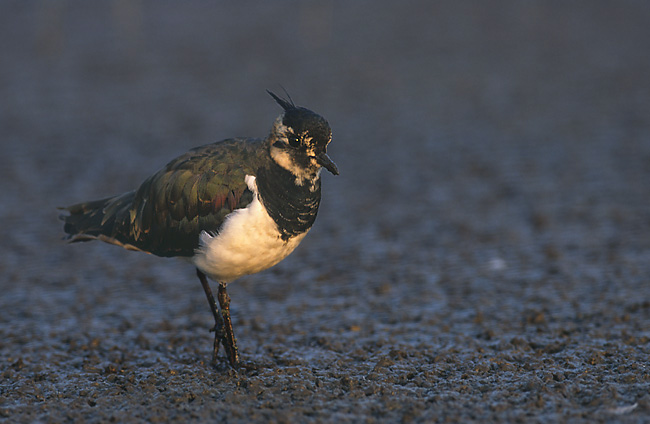
Juia

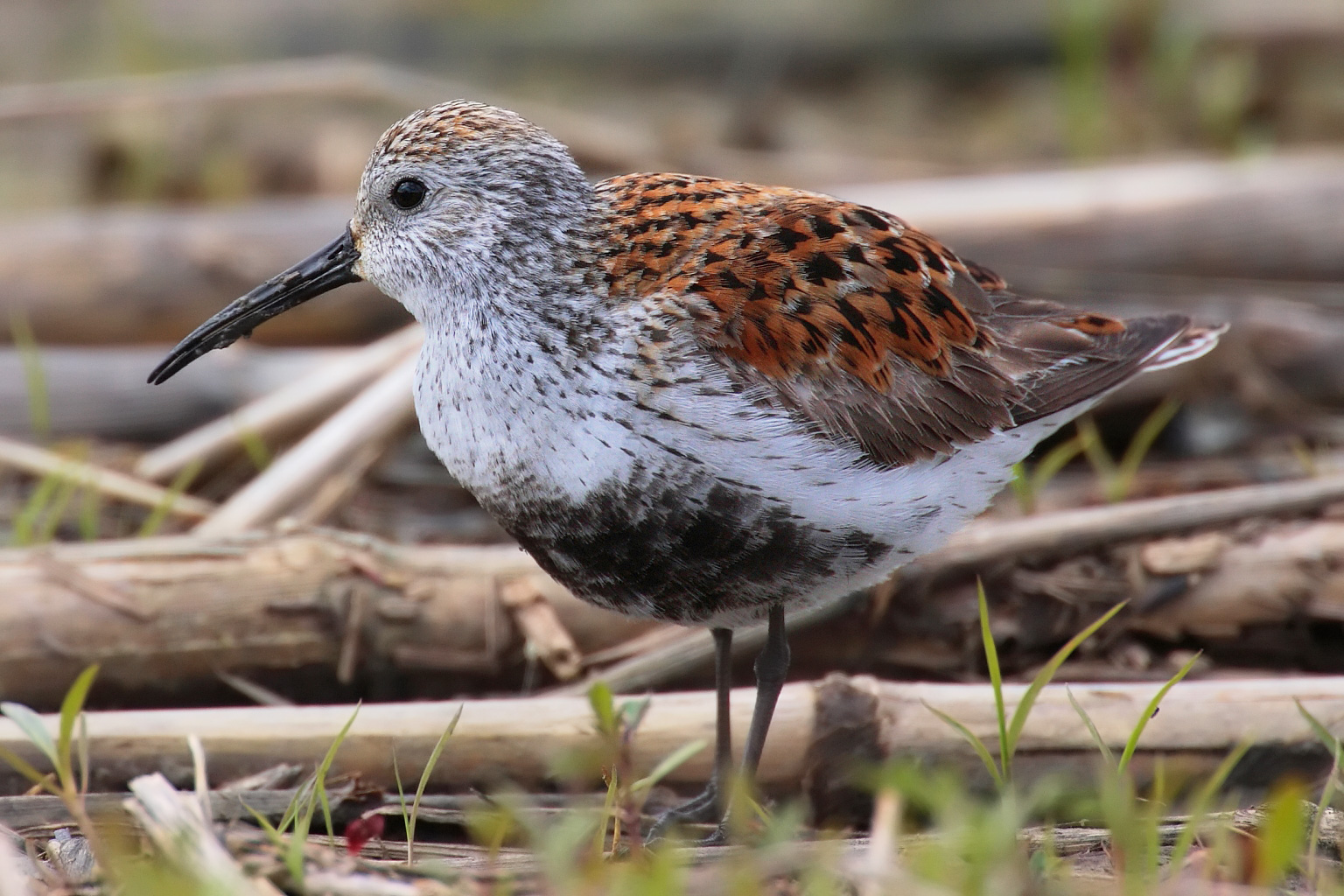
Corriol variant

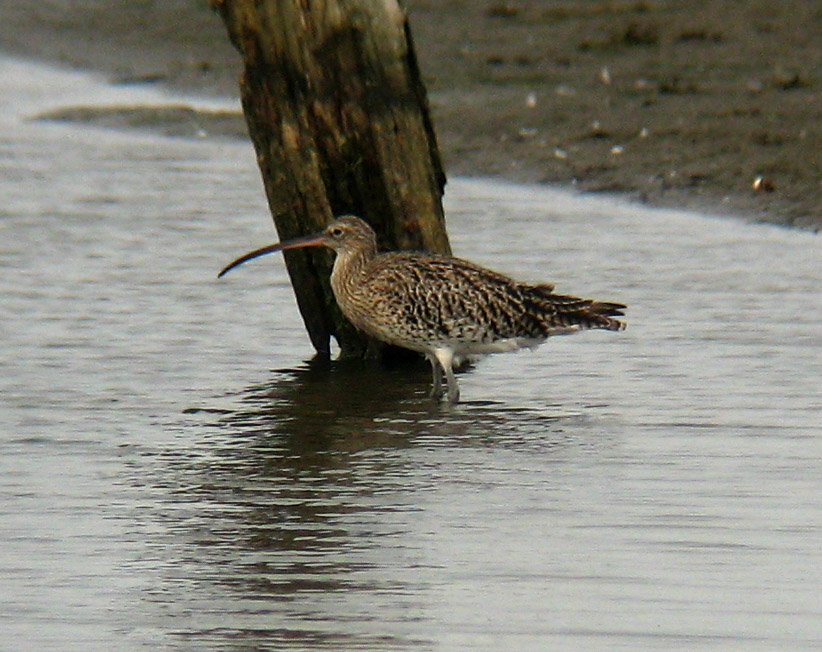
Curlera reial

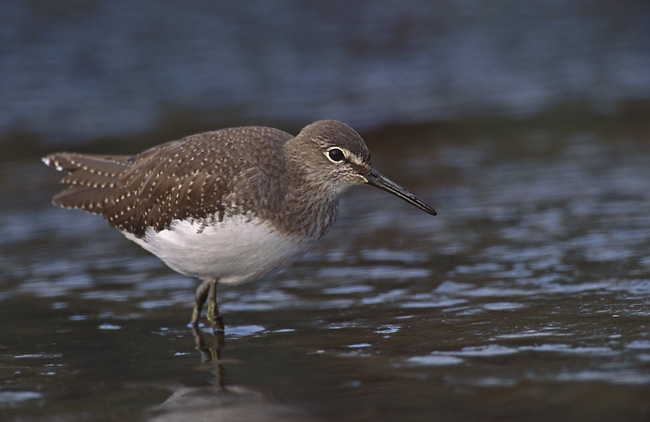
Becassineta

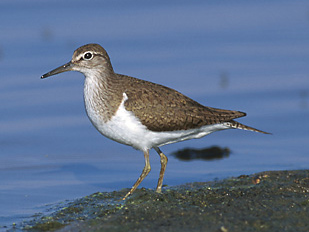
Xivitona

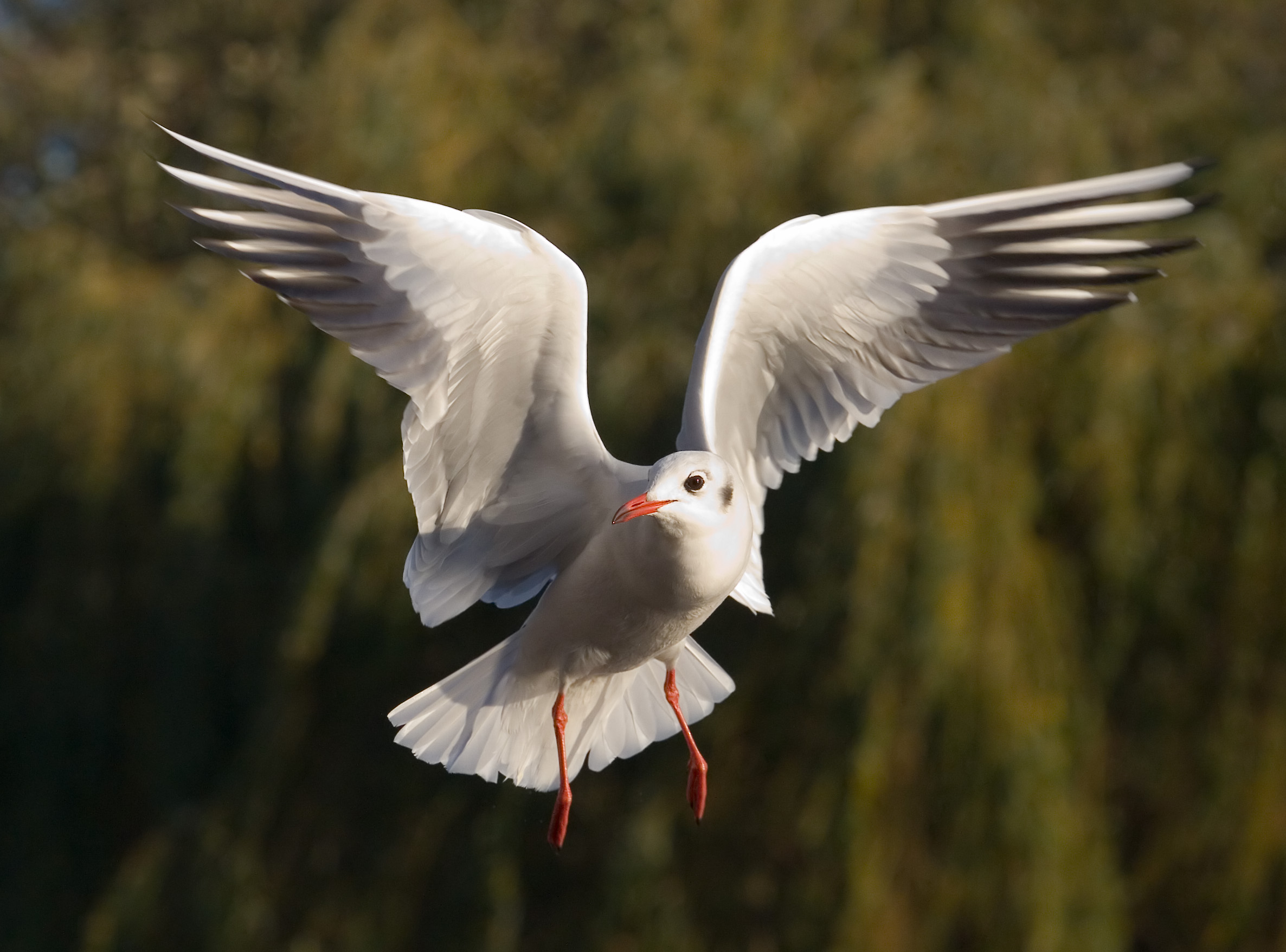
Gavina d'hivern

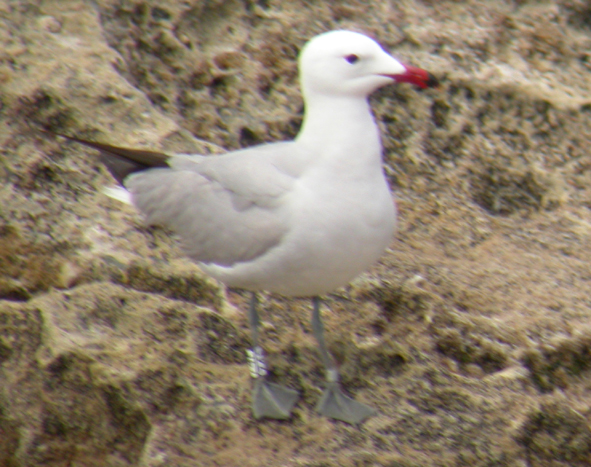
Gavina roja o corsa a la punta de ses Portes (Eivissa)

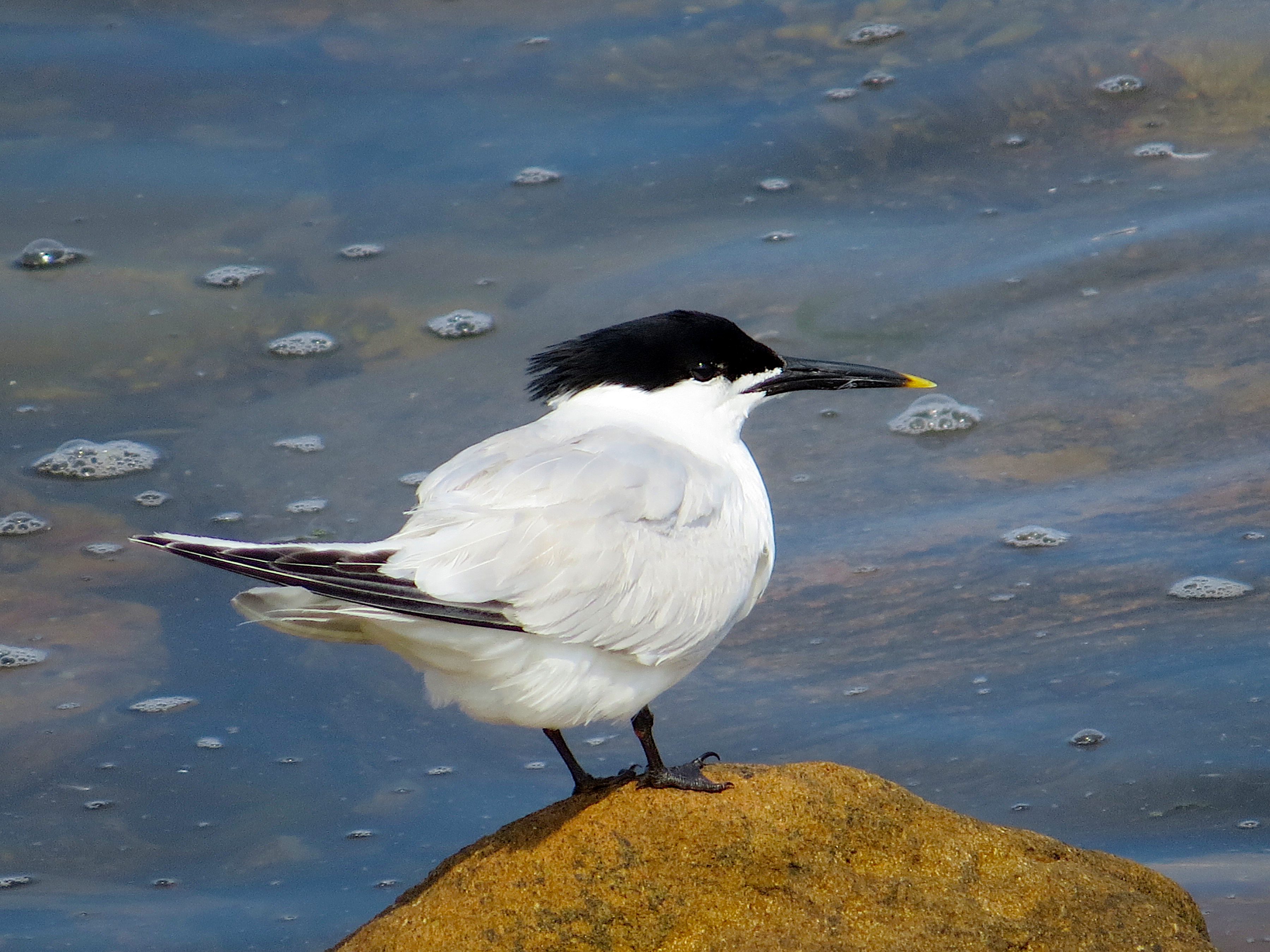
Llambritja de bec llarg

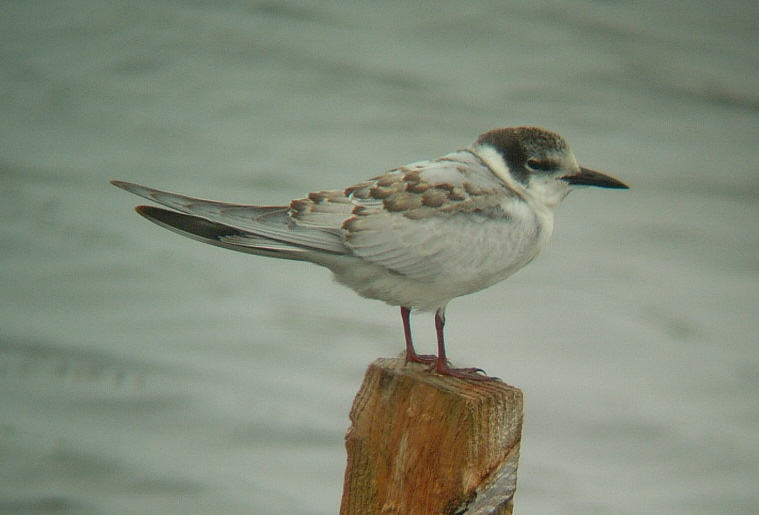
Fumarell carablanc

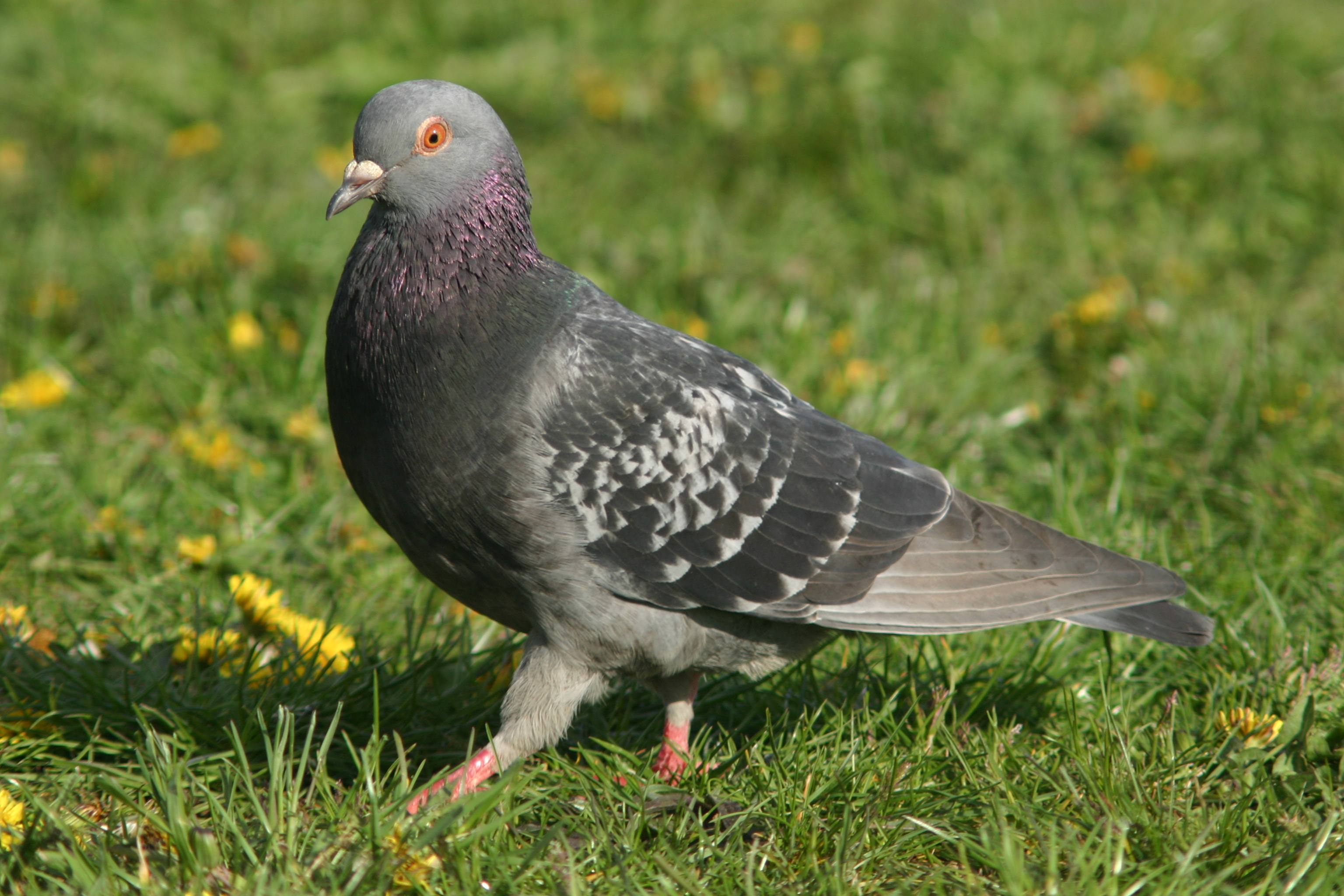
Colom salvatge

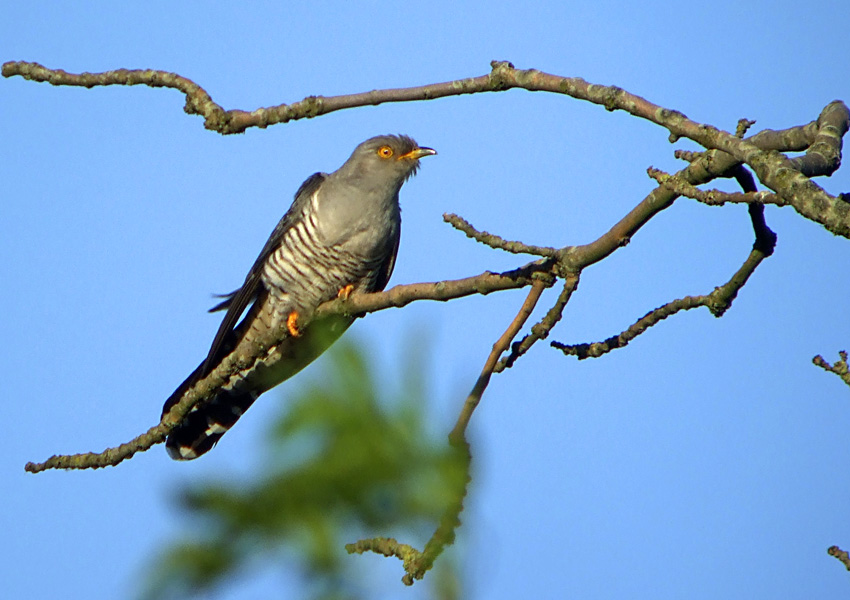
Cucui

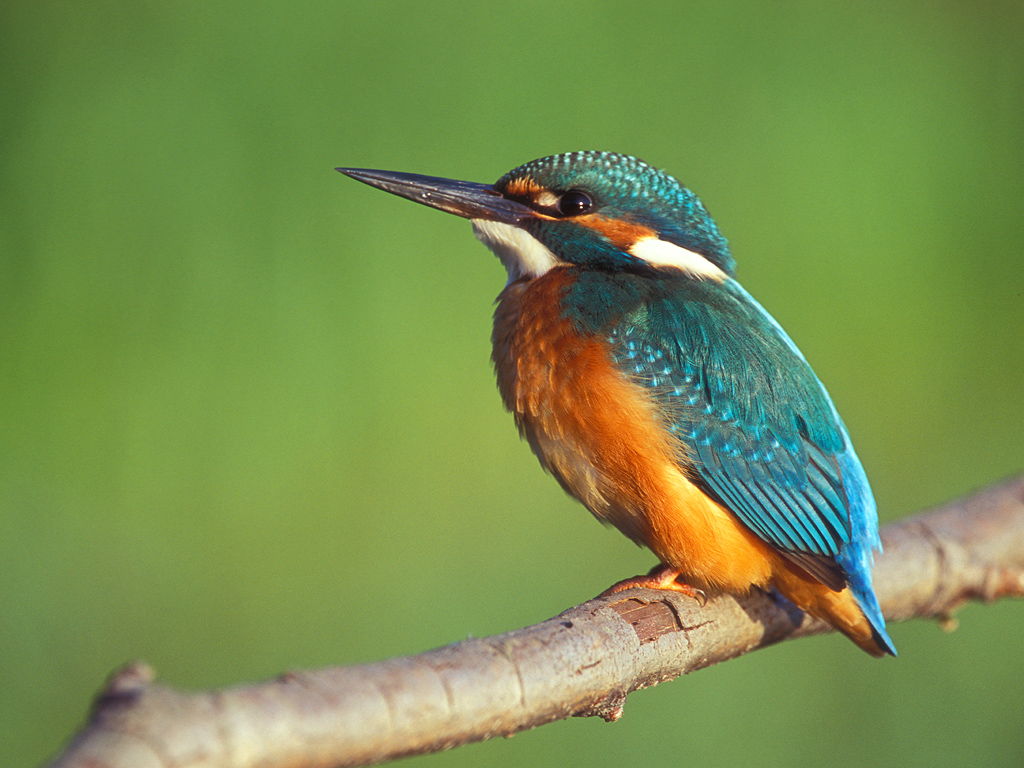
Arner

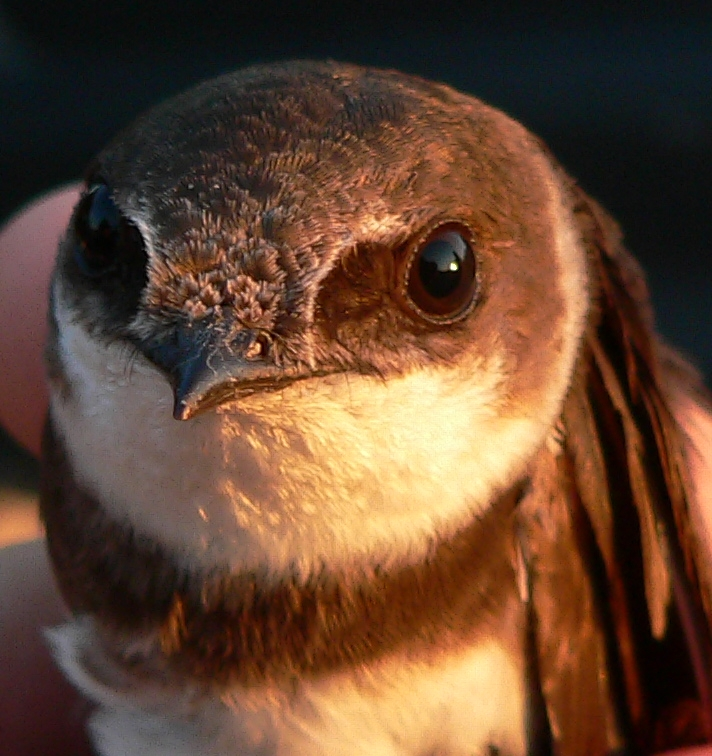
Cabot de vorera

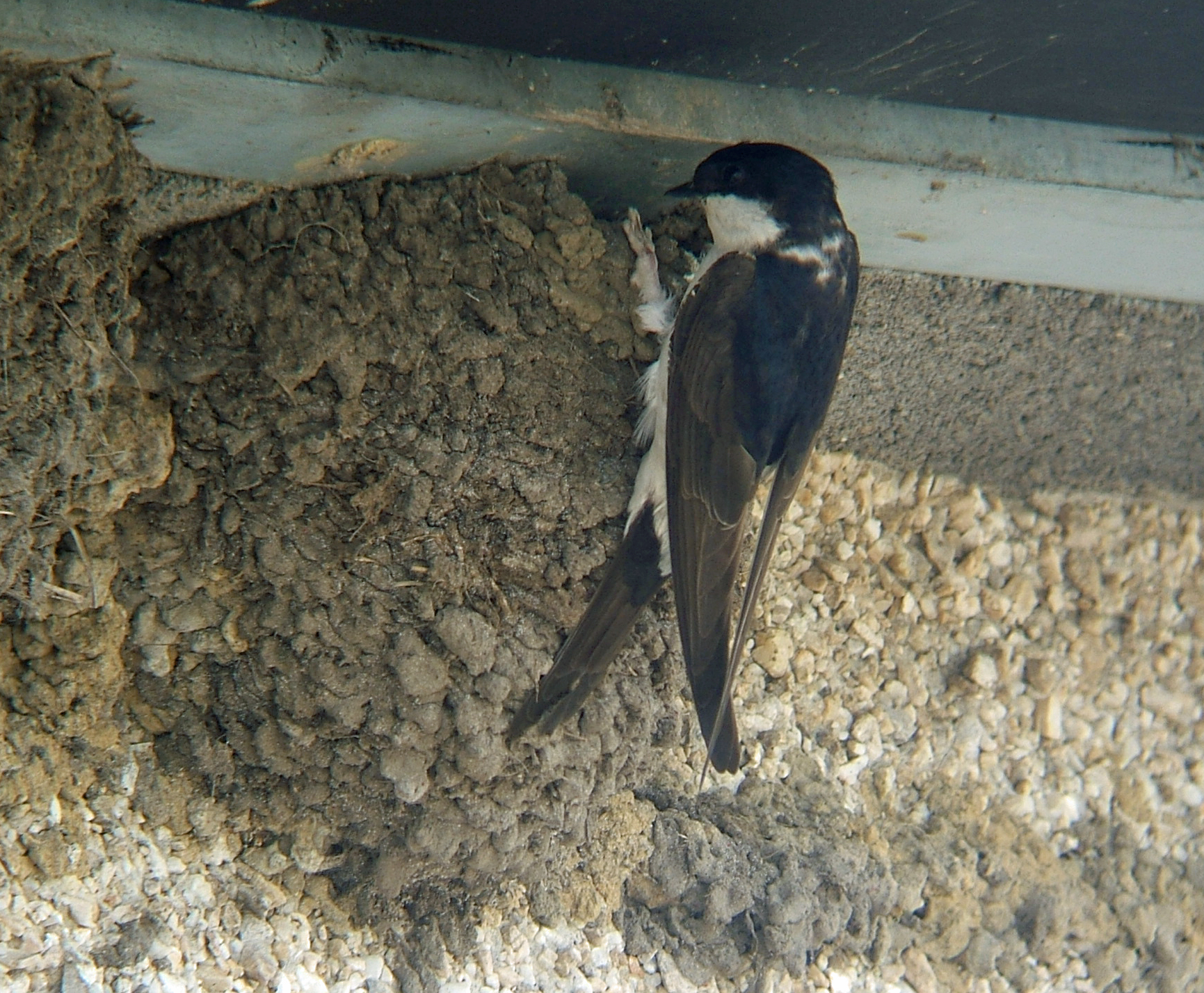
Cabot

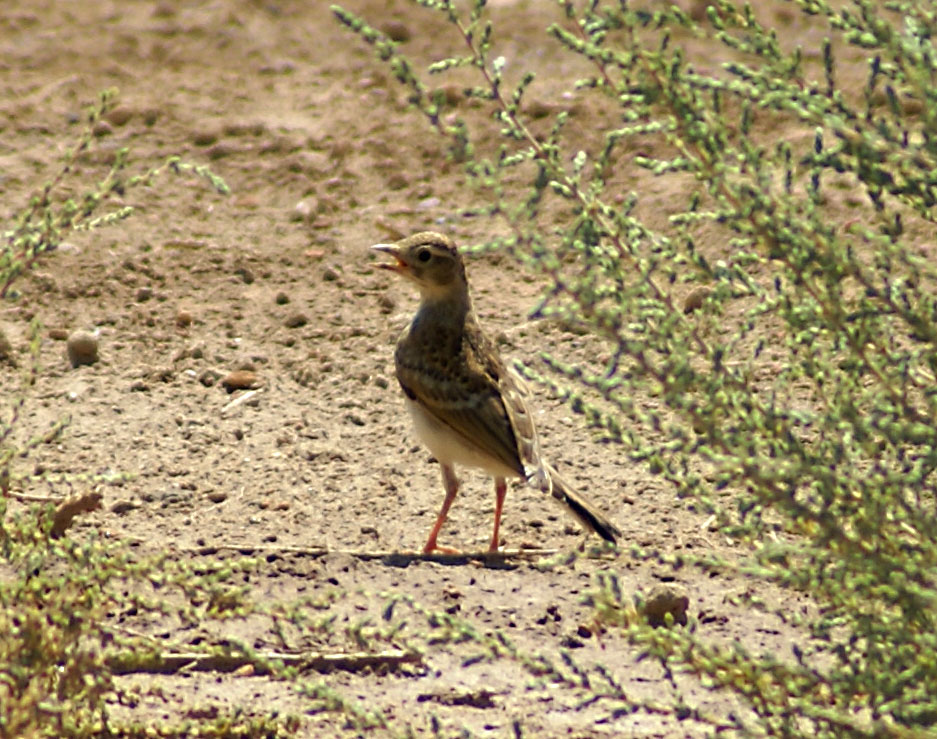
Titina d'estiu

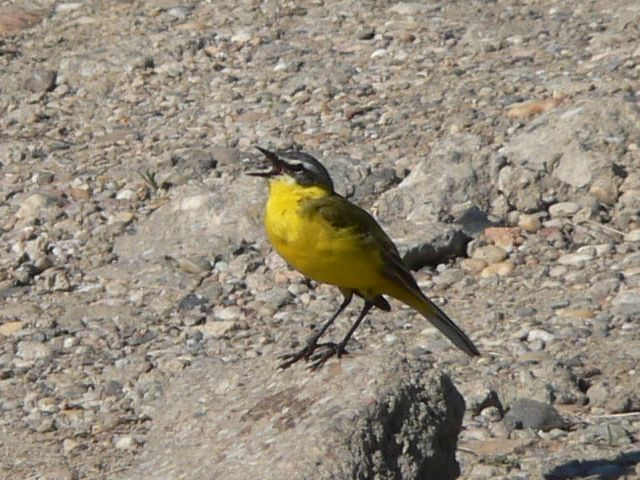
Xàtxero groc

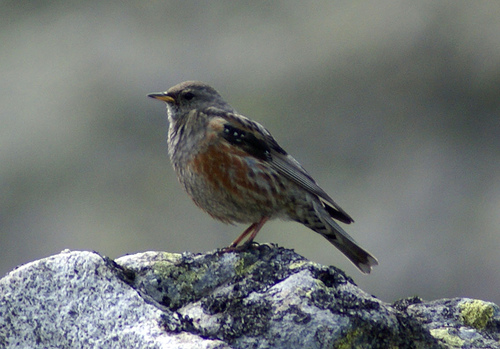
Xalambrí de muntanya

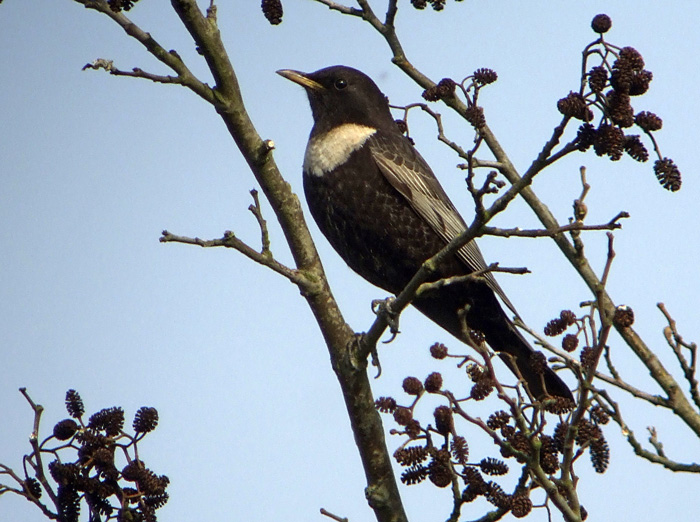
Tord flassader

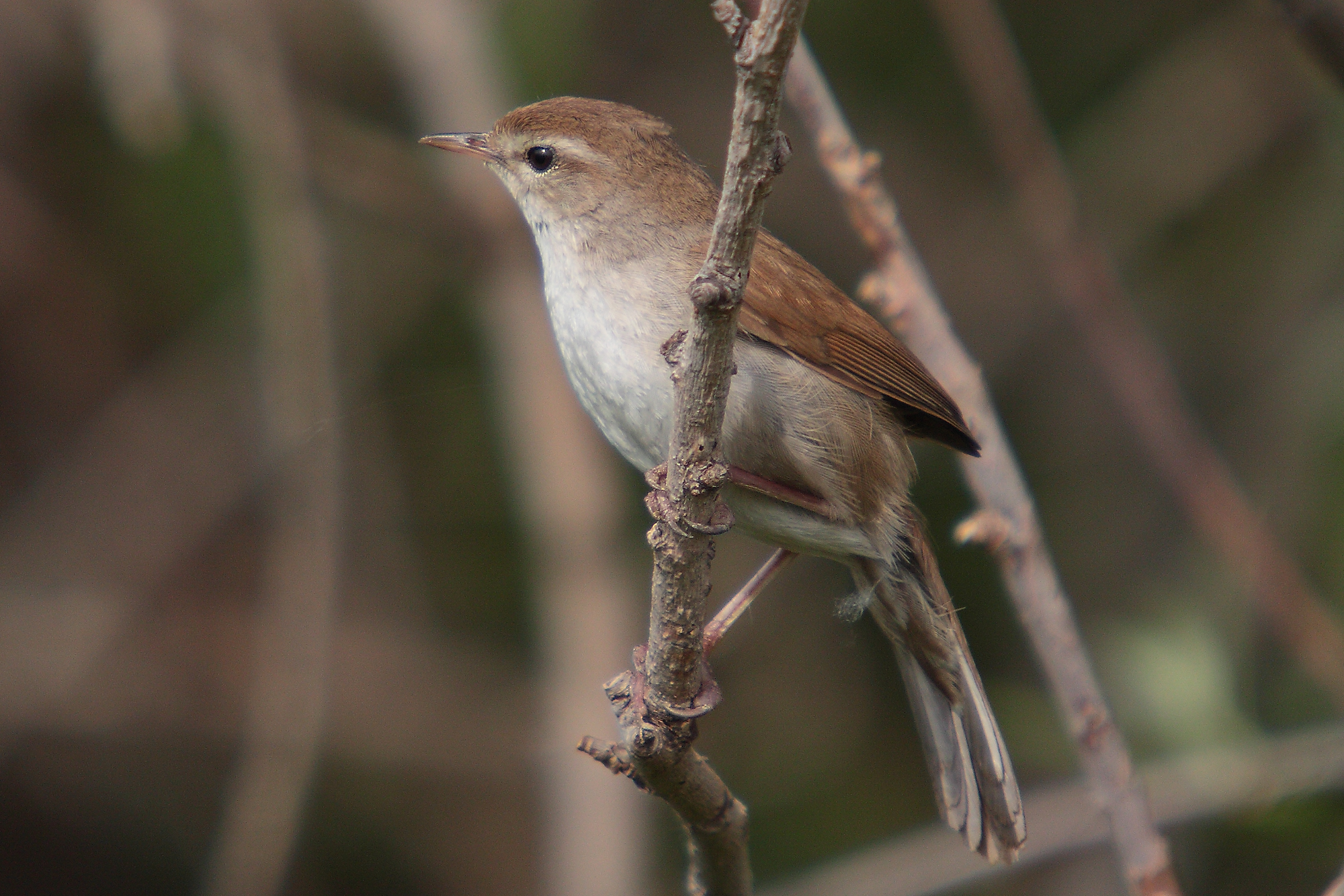
Rossinyol bord

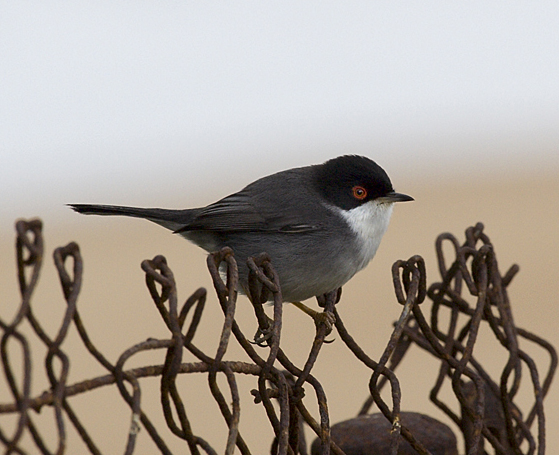
Busqueret capnegre

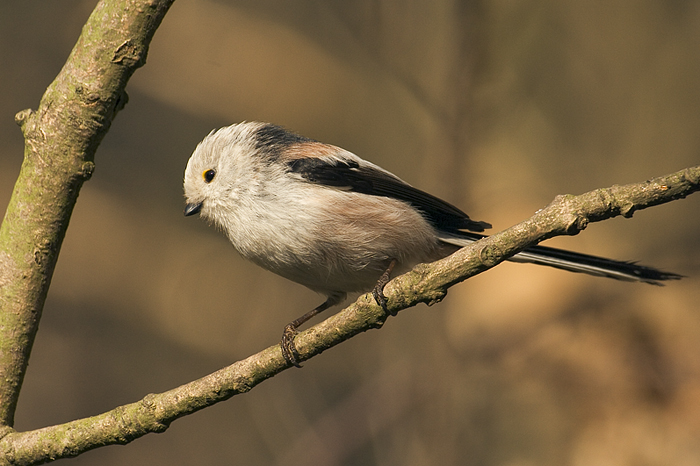
Senyoreta

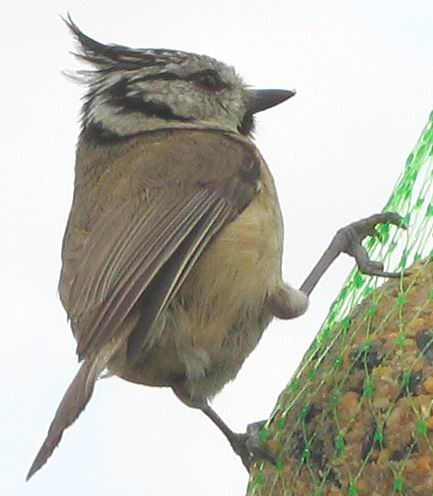
Ferrerico de capell

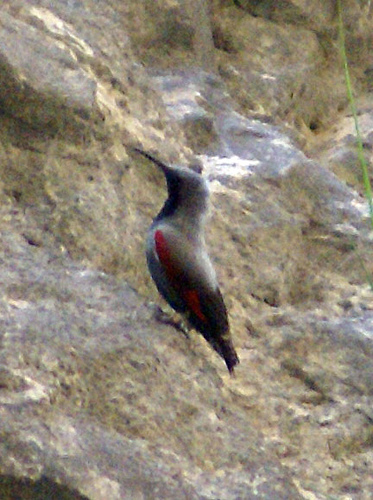
Pela-roques

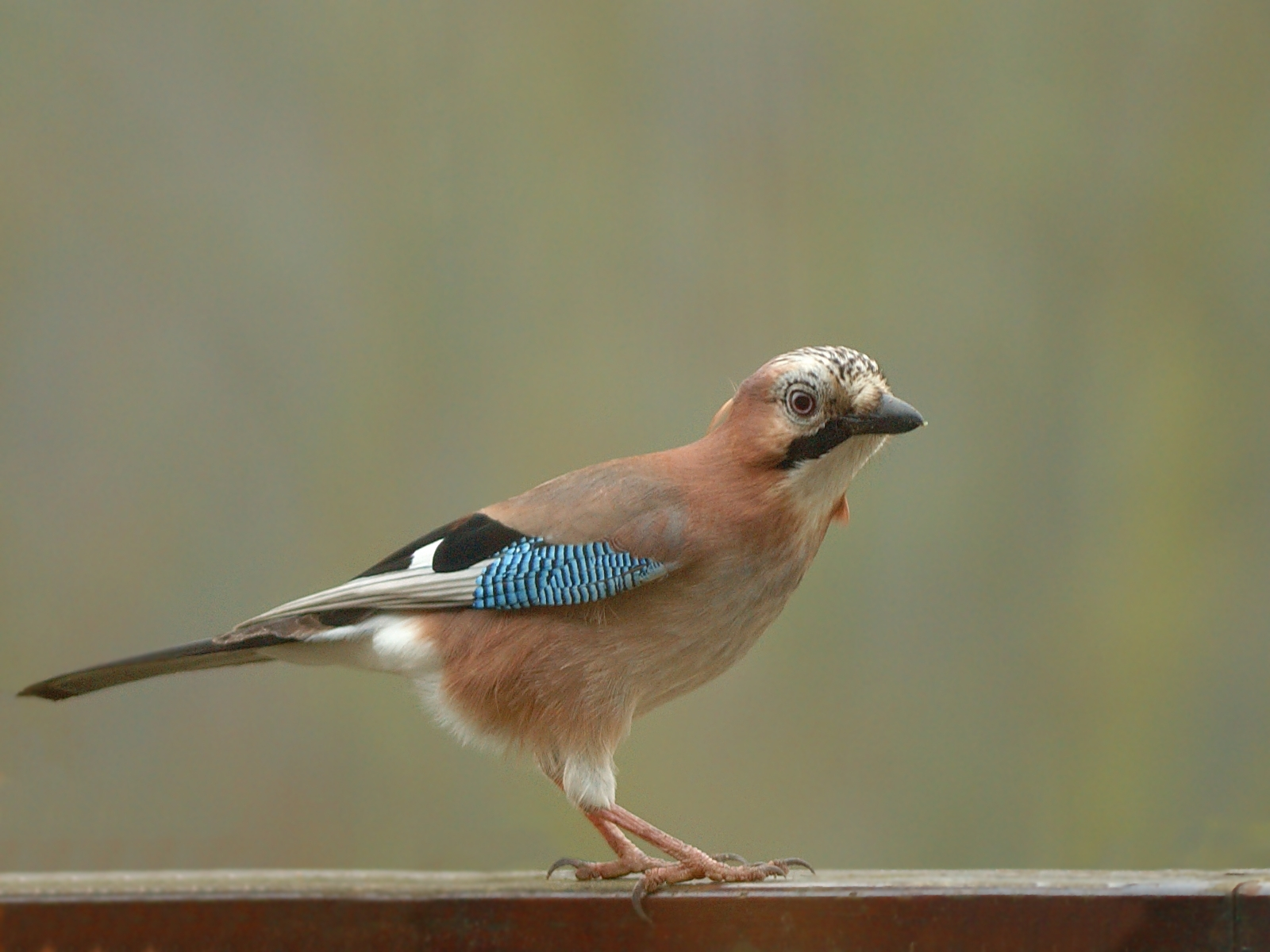
Gaig

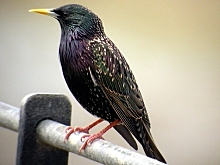
Estornell

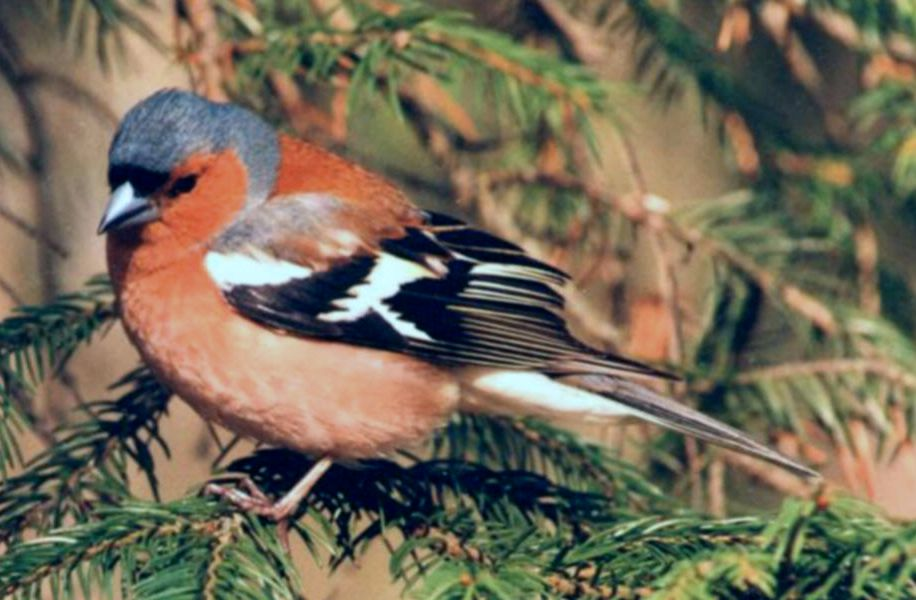
Pinsà

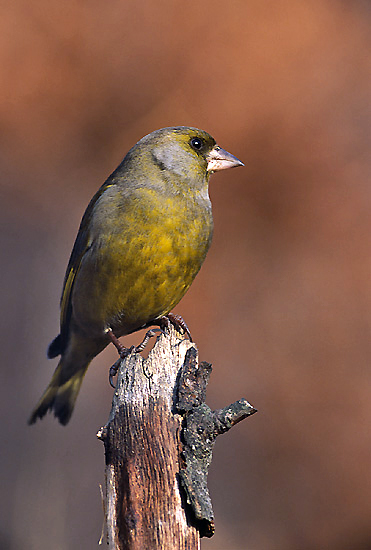
Verderol

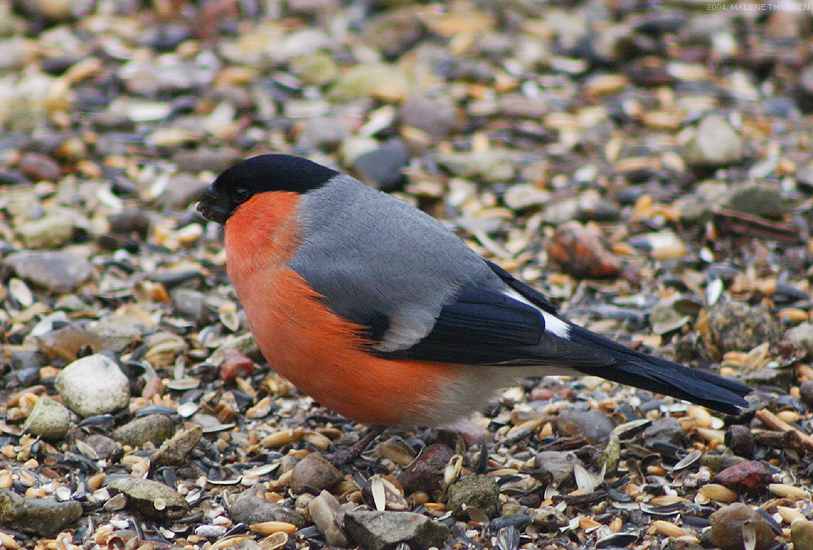
Pinsà borroner

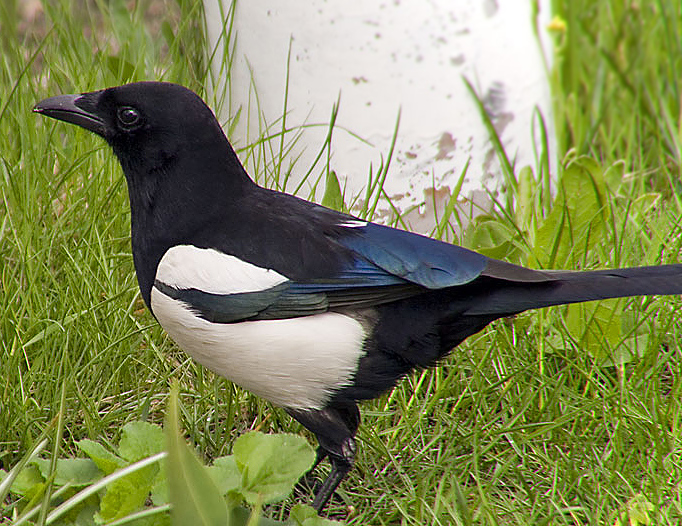
Garsa

Aquesta llista d'ocells de les Illes Balears inclou, a més de les espècies autòctones, totes aquelles introduïdes per l'ésser humà o que hi han estat observades de manera accidental.
Les espècies estan ordenades per ordre i família.

## Gaviformes

### Gaviidae
- Calàbria petita (Gavia stellata)
- Calàbria agulla (Gavia arctica)
- Calàbria grossa (Gavia immer)

## Podicipediformes

### Podicipedidae
- Setmesó (Tachybaptus ruficollis)
- Cabussonera (Podiceps nigricollis)
- Soterí gros (Podiceps cristatus)
- Soterí gris (Podiceps grisegena)
- Soterí orellut (Podiceps auritus)

## Procellariiformes

### Procellariidae
- Virot gros (Calonectris diomedea)
- Virot de llevant (Puffinus yelkouan)
- Virot capnegre (Puffinus gravis)
- Virot gris (Puffinus griseus)
- Virot petit (Puffinus mauretanicus)

### Hydrobatidae
- Noneta (Hydrobates pelagicus)
- Noneta de Madeira (Oceanodroma castro)
- Noneta de Swinhoe (Oceanodroma monorhis)
- Noneta grossa (Oceanodroma leucorhoa)

## Pelecaniformes

### Pelecanidae
- Pelicà (Pelecanus onocrotalus)
- Pelicà rosat (Pelecanus rufescens)
- Pelicà cresp (Pelecanus crispus)

### Sulidae
- Mascarell (Morus bassanus)

### Phalacrocoracidae
- Corb marí gros (Phalacrocorax carbo)
- Corb marí (Phalacrocorax aristotelis)
- Corb marí menut (Phalacrocorax pygmeus)

## Ciconiiformes

### Ardeidae
- Bitó (Botaurus stellaris)
- Suís (Ixobrychus minutus)
- Orval (Nycticorax nycticorax)
- Toret (Ardeola ralloides)
- Esplugabous (Bubulcus ibis)
- Agró blanc (Egretta garzetta)
- Agró blanc gros (Egretta alba)
- Agró blau (Ardea cinerea)
- Agró roig (Ardea purpurea)
- Agró d'escull (Egretta gularis)

### Ciconiidae
- Cigonya negra (Ciconia nigra)
- Cigonya (Ciconia ciconia)
- Tàntal africà (Mycteria ibis)

### Threskiornithidae
- Ibis negre (Plegadis falcinellus)
- Bec planer (Platalea leucorodia)
- Ibis sagrat (Threskiornis aethiopicus)
- Bec planer africà (Platalea alba)

## Phoenicopteriformes

### Phoenicopteridae
- Flamenc (Phoenicopterus ruber)
- Flamenc menut (Phoenicopterus minor)

## Anseriformes

### Anatidae
- Oca salvatge (Anser anser)
- Oca pradenca (Anser fabalis)
- Oca carablanca (Anser albifrons)
- Oca petita (Anser erythropus)
- Oca del Canadà (Branta canadensis)
- Oca galtablanca (Branta leucopsis)
- Oca d'Egipte (Alopochen aegyptiaca)
- Ànnera canyella (Tadorna ferruginea)
- Ànnera blanca (Tadorna tadorna)
- Cetla alablava (Anas discors)
- Siulador (Anas penelope)
- Griseta (Anas strepera)
- Cetla rossa (Anas crecca)
- Collverd (Anas platyrhynchos)
- Coer (Anas acuta)
- Cetla blanca (Anas querquedula)
- Cullerot (Anas clypeata)
- Rosseta (Marmaronetta angustirostris)
- Becvermell (Netta rufina)
- Moretó capvermell (Aythya ferina)
- Parda (Aythya nyroca)
- Moretó de plomall (Aythya fuligula)
- Moretó buixot (Aythya marila)
- Èider (Somateria mollissima)
- Ànnera negra (Melanitta nigra)
- Ànnera fosca (Melanitta fusca)
- Ànnera d'ulls grocs (Bucephala clangula)
- Ànnera peixatera (Mergus serrator)
- Ànnera peixatera grossa (Mergus merganser)
- Ànnera de Jamaica (Oxyura jamaicensis)
- Ànnera capblanca (Oxyura leucocephala)
- Ànnera mandarina (Aix galericulata)
- Ànnera glacial (Clangula hyemalis)
- Cigne mut (Cygnus olor)
- Cigne cantaire (Cygnus cygnus)
- Cigne petit (Cygnus columbianus)

## Falconiformes

### Accipitridae
- Aligot vesper (Pernis apivorus)
- Milà negre (Milvus migrans)
- Milà reial (Milvus milvus)
- Miloca (Neophron percnopterus)
- Voltor lleonat (Gyps fulvus)
- Voltor negre (Aegypius monachus)
- Àguila marcenca (Circaetus gallicus)
- Arpella (Circus aeruginosus)
- Arpella pàl·lida (Circus cyaneus)
- Arpella cendrosa (Circus pygargus)
- Arpella russa (Circus macrourus)
- Esparver (Accipiter nisus)
- Aligot (Buteo buteo)
- Aligot rogenc (Buteo rufinus)
- Àguila reial (Aquila chrysaetos)
- Àguila pomerània (Aquila pomarina)
- Àguila calçada (Hieraaetus pennatus)
- Àguila coabarrada (Hieraaetus fasciatus)
- Àguila marina (Haliaetus albicilla)

### Pandionidae
- Àguila peixatera (Pandion haliaetus)

### Falconidae
- Xoriguer petit (Falco naumanni)
- Xoriguer (Falco tinnunculus)
- Xoriguer cama-roig (Falco vespertinus)
- Esmerla (Falco columbarius)
- Falconet (Falco subbuteo)
- Falcó marí (Falco eleonorae)
- Falcó (Falco peregrinus)
- Falcó sacre (Falco cherrug)
- Falcó llaner (Falco biarmicus)
- Grifó (Falco rusticolus)

## Galliformes

### Phasianidae
- Perdiu grega (Alectoris graeca)
- Perdiu mora (Alectoris barbara)
- Perdiu (Alectoris rufa)
- Guàtlera (Coturnix coturnix)
- Faisà (Phasianus colchicus)
- Francolí (Francolinus francolinus)

## Turniciformes

### Turnicidae
- Guàtlera andalusa (Turnix sylvaticus)

## Gruiformes

### Rallidae
- Rascló (Rallus aquaticus)
- Rasclet pintat (Porzana porzana)
- Rascletó (Porzana parva)
- Rasclet menut (Porzana pusilla)
- Polla d'aigua (Gallinula chloropus)
- Gall faver (Porphyrio porphyrio)
- Gall faveret (Porphyrula alleni)
- Fotja (Fulica atra)
- Fotja banyuda (Fulica cristata)
- Guàtlera maresa (Crex crex)

### Gruidae
- Grua (Grus grus)
- Grua amb caperutxo (Balearica pavonina)

### Otididae
- Sisó (Tetrax tetrax)

## Charadriiformes

### Haematopodidae
- Garsa de mar (Haematopus ostralegus)

### Recurvirostridae
- Avisador (Himantopus himantopus)
- Bec d'alena (Recurvirostra avosetta)

### Burhinidae
- Sebel·lí (Burhinus oedicnemus)

### Glareolidae
- Guatlereta de mar (Glareola pratincola)
- Corredor (Cursorius cursor)
- Guatlereta de mar alanegra (Glareola nordmanni)

### Charadriidae
- Picaplatges petit (Charadrius dubius)
- Picaplatges gros (Charadrius hiaticula)
- Picaplatges camanegre (Charadrius alexandrinus)
- Fuell de collar (Charadrius morinellus)
- Fuell (Pluvialis apricaria)
- Fuell gris (Pluvialis squatarola)
- Juia (Vanellus vanellus)
- Juia gregària (Vanellus gregarius)

### Scolopacidae
- Corriol gros (Calidris canutus)
- Corriol tres-dits (Calidris alba)
- Corriol menut (Calidris minuta)
- Corriol de Temminck (Calidris temminckii)
- Corriol pectoral (Calidris melanotos)
- Corriol becllarg (Calidris ferruginea)
- Corriol fosc (Calidris maritima)
- Corriol variant (Calidris alpina)
- Corriol rogenc (Tryngites subruficollis)
- Corriol coablanc (Calidris fuscicollis)
- Batallaire (Philomachus pugnax)
- Cegall menut (Lymnocryptes minimus)
- Cegall (Gallinago gallinago)
- Cegal reial (Gallinago media)
- Cegall becllarg (Limnodromus scolopaceus)
- Cega (Scolopax rusticola)
- Cegall de mosson (Limosa limosa)
- Cegall de mosson coabarrat (Limosa lapponica)
- Curlera cantaire (Numenius phaeopus)
- Curlera reial (Numenius arquata)
- Curlera de bec fi (Numenius tenuirostris)
- Cama-roja pintada (Tringa erythropus)
- Cama-roja (Tringa totanus)
- Camaverda menuda (Tringa stagnatilis)
- Camaverda (Tringa nebularia)
- Camagroga (Tringa flavipes)
- Becassineta (Tringa ochropus)
- Valona (Tringa glareola)
- Camagroga grossa (Tringa melanoleuca)
- Xivitona cendrosa (Xenus cinereus)
- Xivitona (Actitis hypoleucos)
- Girapedres (Arenaria interpres)
- Corriol camallarg (Micropalama himantopus)
- Escuraflascons de Wilson (Steganopus tricolor)
- Escuraflascons (Phalaropus lobatus)

### Stercorariidae
- Paràsit coaample (Stercorarius pomarinus)
- Paràsit coapunxegut (Stercorarius parasiticus)
- Paràsit coallarga (Stercorarius longicaudus)
- Paràsit gros (Stercorarius skua)

### Laridae
- Gavina capnegra (Larus melanocephalus)
- Gavina de Delaware (Larus delawarensis)
- Gavinó (Larus minutus)
- Gavina d'hivern (Larus ridibundus)
- Gavina de bec prim (Larus genei)
- Gavina roja (Larus audouinii)
- Gavina cendrosa (Larus canus)
- Gavina fosca (Larus fuscus)
- Gavinot (Larus marinus)
- Gavina tresdits (Rissa trydactila)
- Gavina polar (Larus glaucoides)
- Gavina atlàntica (Larus argentatus)
- Gavina (Larus michahellis)

### Sternidae
- Llambritja de bec negre (Gelochelidon nilotica)
- Llambritja de bec vermell (Hydroprogne caspia)
- Llambritja bengalí (Thalasseus bengalensis)
- Llambritja de bec llarg (Sterna sandvicensis)
- Llambritja (Sterna hirundo)
- Llambritja rosada (Sterna dougallii)
- Llambritja menuda (Sterna albifrons)
- Fumarell carablanc (Chlidonias hybridus)
- Fumarell (Chlidonias niger)
- Fumarell alablanc (Chlidonias leucopterus)

### Alcidae
- Pingdai (Alca torda)
- Cadafet (Fratercula arctica)
- Pingdai becfí (Uria aalge)

## Columbiformes

### Columbidae
- Colom salvatge (Columba livia)
- Xixella (Columba oenas)
- Tudó (Columba palumbus)
- Tórtora turca (Streptopelia decaocto)
- Tórtora (Streptopelia turtur)

## Cuculiformes

### Cuculidae
- Cucui reial (Clamator glandarius)
- Cucui (Cuculus canorus)
- Cucui becgroc (Coccyzus americanus)

## Strigiformes

### Tytonidae
- Òliba (Tyto alba)

### Strigidae
- Mussol (Otus scops)
- Miula (Athene noctua)
- Mussol banyut (Asio otus)
- Mussol emigrant (Asio flammeus)

## Caprimulgiformes

### Caprimulgidae
- Enganyapastors (Caprimulgus europaeus)
- Siboc (Caprimulgus ruficollis)

## Apodiformes

### Apodidae
- Falzia (Apus apus)
- Falzia pàl·lida (Apus pallidus)
- Falzia reial (Apus melba)

## Coraciiformes

### Alcedinidae
- Arner (Alcedo atthis)

### Meropidae
- Abellerol (Merops apiaster)
- Abellerol gola-roig (Merops persicus)

### Coraciidae
- Gaig blau (Coracias garrulus)

### Upupidae
- Puput (Upupa epops)

## Piciformes

### Picidae
- Formiguer (Jynx torquilla)

## Passeriformes

### Alaudidae
- Calàndria (Melanocorypha calandra)
- Terrola (Calandrella brachydactyla)
- Terrola de prat (Caladrella rufescens)
- Terrola coabarrada (Ammomanes cinctura)
- Cucullada (Galerida theklae)
- Cotoliu (Lullula arborea)
- Alosa (Alauda arvensis)

### Hirundinidae
- Cabot de vorera (Riparia riparia)
- Cabot de roca (Ptyonoprogne rupestris)
- Oronella (Hirundo rustica)
- Oronella coa-rogenca (Hirundo daurica)
- Cabot (Delichon urbicum)

### Motacillidae
- Titina d'estiu (Anthus campestris)
- Titina grossa (Anthus richardi)
- Titina de Hodgson (Anthus hodgsoni)
- Titina d'arbre (Anthus trivialis)
- Titina sorda (Anthus pratensis)
- Titina gola-roja (Anthus cervinus)
- Titina de muntanya (Anthus spinoletta)
- Titina d'aigua (Anthus petrosus)
- Xàtxero groc (Motacilla flava)
- Xàtxero cendrós (Motacilla cinerea)
- Xàtxero (Motacilla alba)

### Troglodytidae
- Passaforadí (Troglodytes troglodytes)

### Prunellidae
- Xalambrí (Prunella modularis)
- Xalambrí de muntanya (Prunella collaris)

### Muscicapidae
- Coadreta (Cercotrichas galactotes)
- Rupit (Erithacus rubecula)
- Rossinyol (Luscinia megarhynchos)
- Blaveta (Luscinia svecica)
- Coa-roja de barraca (Phoenicurus ochrorus)
- Coa-roja (Phoenicurus phoenicurus)
- Coa-roja diademat (Phoenicurus moussieri)
- Vitrac barba-roig (Saxicola rubetra)
- Vitrac (Saxicola torquata)
- Coablanca (Oenanthe oenanthe)
- Coablana rossa (Oenanthe hispanica)
- Mèrlera coablanca (Oenanthe leucura)
- Mèrlera vermella (Monticola saxatilis)
- Pàssera (Monticola solitarius)
- Papamosques (Muscicapa striata)
- Papamosques menut (Ficedula parva)
- Papamosques de collar (Ficedula albicollis)
- Papamosques negre (Ficedula hypoleuca)

### Turdidae
- Tord flassader (Turdus torquatus)
- Mèrlera (Turdus merula)
- Tord burell (Turdus pilaris)
- Tord (Turdus philomelos)
- Tord cellard (Turdus iliacus)
- Grívia (Turdus viscivorus)
- Tord daurat (Zoothera dauma)

### Sylviidae
- Rossinyol bord (Cettia cetti)
- Butxaqueta (Cisticola juncidis)
- Boscaler pintat (Locustella naevia)
- Boscaler (Locustella luscinioides)
- Buscarla mostatxuda (Acrocephalus melanopogon)
- Buscarla d'aigua (Acrocephalus paludicola)
- Buscarla dels joncs (Acrocephalus schoenobaenus)
- Buscarla menjamoscards (Acrocephalus palustris)
- Buscarla de canyar (Acrocephalus scirpaceus)
- Buscarla grossa (Acrocephalus arundinaceus)
- Busqueta pàl·lida (Hippolais pallida)
- Busqueta icterina (Hippolais icterina)
- Busqueta asiàtica (Hippolais caligata)
- Busqueta dels olivars (Hippolais olivetorum)
- Busqueta (Hippolais polyglota)
- Busqueret coallarg (Sylvia balearica)
- Busqueret esparverenc (Sylvia nisoria)
- Busqueret sard (Sylvia sarda)
- Busqueret roig (Sylvia undata)
- Busqueret trencamates (Sylvia conspicillata)
- Busqueret de garriga (Sylvia cantillans)
- Busqueret capnegre (Sylvia melanocephala)
- Busqueret emmascarat (Sylvia hortensis)
- Busqueret de batzer (Sylvia communis)
- Busqueret xerraire (Sylvia curruca)
- Busqueret gros (Sylvia borin)
- Busqueret de capell (Sylvia atricapilla)
- Ull de bou pàl·lid (Phylloscopus bonelli)
- Ull de bou de Schwarz (Phylloscopus schwarzi)
- Ull de bou reietó (Phylloscopus proregulus)
- Ull de bou fosc (Phylloscopus fuscatus)
- Ull de bou boreal (Phylloscopus borealis)
- Ull de bou siulador (Phylloscopus sibilatrix)
- Ull de bou (Phylloscopus collybita)
- Ull de bou de passa (Phylloscopus trochilus)
- Ull de bou cellard (Phylloscopus innornatus)
- Reietó d'hivern (Regulus regulus)
- Reietó cellablanc (Regulus ignicapillus)

### Aegithalidae
- Senyoreta (Aegithalos caudatus)

### Paridae
- Ferrerico de capell (Parus cristatus)
- Ferrerico petit (Parus ater)
- Ferrerico blau (Parus caeruleus)
- Ferrerico (Parus major)

### Tichodromadidae
- Pela-roques (Tichodroma muraria)

### Certhiidae
- Raspinell (Certhia brachydactyla)

### Remizidae
- Teixidor (Remiz pendulinus)

### Oriolidae
- Oriol (Oriolus oriolus)

### Laniidae
- Capsigrany roig (Lanius collurio)
- Trenca (Lanius minor)
- Botxí septentrional (Lanius excubitor)
- Botxí meridional (Lanius meridionalis)
- Capsigrany (Lanius senator)
- Capsigrany pàl·lid (Lanius isabellinus)
- Capsigrany emmascarat (Lanius nubicus)

### Corvidae
- Gaig (Garrulus glandarius)
- Garsa (Pica pica)
- Gralla de bec vermell (Pyrrhocorax pyrrhocorax)
- Gralla de bec groc (Pyrrhocorax graculus)
- Gralla (Corvus monedula)
- Graula (Corvus frugilegus)
- Cornella (Corvus corone)
- Corb (Corvus corax)

### Sturnidae
- Estornell (Sturnus vulgaris)
- Estornell negre (Sturnus unicolor)
- Estornell rosat (Sturnus roseus)

### Passeridae
- Gorrió teulader (Passer domesticus)
- Gorrió de passa (Passer hispaniolensis)
- Gorrió barraquer (Passer montanus)
- Gorrió roquer (Petronia petronia)
- Gorrió d'ala blanca (Montifringilla nivalis)

### Fringillidae
- Pinsà (Fringilla coelebs)
- Pinsà mè (Fringilla montifringilla)
- Gafarró (Serinus serinus)
- Llucareta (Serinus citrinella)
- Verderol (Carduelis chloris)
- Cadernera (Carduelis carduelis)
- Lluonet (Carduelis spinus)
- Passerell (Carduelis cannabina)
- Trencapinyons (Loxia curvirostra)
- Passerell trompeter (Bucanetes githagineus)
- Passerell carminat (Carpodacus erythrinus)
- Pinsà borroner (Pyrrhula pyrrhula)
- Durbec (Coccothraustes coccothraustes)

### Emberizidae
- Hortolà blanc (Plectrophenax nivalis)
- Hortolà groc (Emberiza citrinella)
- Sól·lera boscana (Emberiza cirlus)
- Hortolà cellard (Emberiza cia)
- Hortolà (Emberiza hortulana)
- Hortolà menut (Emberiza pusilla)
- Hortolà de canyet (Emberiza schoeniclus)
- Hortola capnegre (Emberiza melanocephala)
- Hortolà caranegre (Emberiza aureola)
- Sól·lera (Emberiza calandra)

### Estrildidae
- Bec de corall senegalès (Estrilda astrild)
- Bengalí roig (Amandava amandava)[1]